# نواه ميشيل
نواه ميشيل (بالألمانية: Noah Michel) (23 مايو 1995 بليش في ألمانيا - ) هو لاعب كرة قدم ألماني في مركز الهجوم. لعب مع يان ريغينسبورغ وبايرن ألتسناو.

## وصلات خارجية
- نواه ميشيل على موقع قاعدة بيانات كرة القدم.إي يو (الإنجليزية)
- نواه ميشيل على موقع بيانات كرة القدم. دي إي (الألمانية)
- نواه ميشيل على موقع عالم كرة القدم.نت (الإنجليزية)